# Миколаїв-2
Муніципальний футбольний клуб «Микола́їв-2» — український футбольний клуб з міста Миколаєва. Фарм-клуб МФК «Миколаїв».

## Історія
Під назвою «Евіс-2» клуб взяв участь у Кубку України 1993/94, де програв у 1/64 фіналу. У 1996 році під назвою СК «Миколаїв-2» виступала у аматорському чемпіонаті України, де посіла останнє місце у групі з трьох команд, програла усі матчі і знялася зі змагань після першої половини сезону.
МФК «Миколаїв-2» є другою найкращою командою в історії чемпіонатів Миколаївської області (після «Колоса» (Степове)). У сезонах 1998/99, 1999 (осінь), 2000 та 2002 років команда завойовувала срібні медалі обласного чемпіонату, а в сезоні 1995/96 була бронзовим призером змагань. У 2000 році команда стала фіналістом кубка Миколаївської області.

## Всі сезони в незалежній Україні
| Сезон       | Чемпіонат    | Чемпіонат | Чемпіонат | Чемпіонат | Чемпіонат | Чемпіонат | Чемпіонат | Чемпіонат | Кубок       | Кубок | Кубок | Кубок | Кубок | Кубок | Кубок | Примітка |
| Сезон       | Ліга         | Місце     | І         | В         | Н         | П         | М         | О         | Етап        | І     | В     | Н     | П     | М     | О     | Примітка |
| ----------- | ------------ | --------- | --------- | --------- | --------- | --------- | --------- | --------- | ----------- | ----- | ----- | ----- | ----- | ----- | ----- | -------- |
| 1993-94     | —            | —         | —         | —         | —         | —         | —         | —         | 1/64 фіналу | 1     | 0     | 0     | 1     | 2−3   | 0     |          |
| 1996-97     | ЧУСА Група 6 | 3 з 3     | 8         | 0         | 0         | 8         | 0−5       | 0         | —           | —     | —     | —     | —     | —     | —     |          |
| не виступав |              |           |           |           |           |           |           |           |             |       |       |       |       |       |       |          |
| 2017-18     | Друга «Б»    | 9 з 12    | 33        | 10        | 7         | 16        | 41−58     | 37        | —           | —     | —     | —     | —     | —     | —     |          |
| 2018-19     | Друга «Б»    | 9 з 10    | 27        | 5         | 5         | 17        | 22−52     | 20        | —           | —     | —     | —     | —     | —     | —     |          |
| 2019-20     | Друга «Б»    | 7 з 11    | 20        | 5         | 8         | 7         | 18−32     | 23        | —           | —     | —     | —     | —     | —     | —     |          |
| 2020-21     | Друга «Б»    | 12 з 12   | 22        | 1         | 5         | 16        | 13−51     | 8         | —           | —     | —     | —     | —     | —     | —     | Знялися  |